# CANT 7
Dimensions
Le CNT 7 ou CANT 7 est un hydravion biplan monomoteur destiné à la formation des pilotes et à la reconnaissance maritime.
Il a été conçu et fabriqué par le Cantiere Navale Triestino dans la seconde moitié des années 1920. Cet appareil a été réalisé à la demande de la compagnie aérienne italienne SISA - Società Italiana Servizi Aerei dont les frères Cosulich étaient également propriétaires et de la Regia Aeronautica.

## Histoire
En 1923, par décret, le royaume d'Italie se dote d'une nouvelle force aérienne qui prend le nom de Regia Aeronautica. Elle recherche des appareils pour la formation de ses pilotes mais aussi des pilotes pour assurer la reconnaissance aérienne.
Ce besoin de formation des pilotes rejoint les mêmes besoins de la compagnie aérienne nationale italienne détenue par les frères Cosulich, propriétaires de la SISA - Società Italiana Servizi Aerei SpA et des chantiers navals Cantiere Navale Triestino, constructeur des hydravions CANT.
e CANT 7 fut le premier projet développé et réalisé à Monfalcone par l'ingénieur Raffaele Conflenti. C'était un hydravion biplan, monomoteur biplace commandé par la compagnie SISA pour son école de pilotage de Portorose, pour remplacer les anciens FBA et SIAI S.16 datant de la Première Guerre mondiale.
Le premier exemplaire a été terminé en toute fin de l'année 1923. Il a effectué son premier vol à l'été 1924. Le CANT 7 était une machine simple, adaptée principalement pour la formation des pilotes. La première série de 14 machines a été livrée en 1925, sauf la dernière. La même année, 5 exemplaires de la version CANT 7bis ont été réalisés et entre décembre 1925 et janvier 1929, 15 appareils CANT 7ter, une seconde variante, ont été construits. L'hydravion a donné d'excellents résultats et s'est montré très polyvalent. Le modèle est resté en service pendant plus de 10 ans. 
En 1933, l'école de pilotage de la SISA a été rattachée à la Regia Aeronautica qui a acquis 9 CANT 7 de différentes séries.

## Les versions
CANT 7
version de base équipée du moteur Isotta Fraschini V.4 et produite à 14 exemplaires,
CANT 7bis
version équipée d'un moteur Isotta Fraschini V.6 de 250 ch (187 kW) et produite à 5 exemplaires,
CANT 7ter
dernière version réalisée en 15 exemplaires dont 11 équipés d'un moteur SPA 6A et 4 du moteur Isotta Fraschini Asso 200.

### Curiosité
Il est intéressant de signaler que grâce à sa grande polyvalence, des CANT 7 ont été transformés en bombardiers d'eau, tout comme les CANT 18 et utilisés dans la lutte contre le paludisme dans les zones marécageuse de Lisert et Giarrette. C'était la première fois qu'un avion était utilisé sur le vieux continent pour ce type d'utilisation.